# Новбаран (бахш)
Новбаран (перс. نوبران) — бахш в Ірані, в шагрестані Саве остану Марказі. За даними перепису 2006 року, його населення становило 20430 осіб, які проживали у складі 6470 сімей.

## Дегестани
До складу бахша входять такі дегестани:
- Ак-Кагріз
- Баят
- Кугпає